# Mike Nazaruk
Mike Nazaruk, född den 2 oktober 1921 i Newark, New Jersey, USA, död den 1 maj 1955 i Langhorne, Pennsylvania, USA, var en amerikansk racerförare.

## Racingkarriär
Nazaruk tjänstgjorde i USA:s armé i stilla havet under andra världskriget, och lovade där sig själv att han skulle bli racerförare om han skulle komma hem oskadd och vid liv. Nazaruk gjorde det, och höll sitt eget löfte genom att börja tävla i bantävlingar i New York, där han vann mängder av tävlingar, och visade sig ha stor talang. Han vann även American Racing Drivers Clubs midget car-mästerskap, innan han flyttade till AAA:s serie. Han kom att vinna 14 tävlingar i deras regi, men Nazaruk blev ändå mest känd för att ha blivit tvåa i Indianapolis 500 1951. Han kom att bli femma i 1951 års nationella mästerskap, där han vann sitt enda race på Milwaukee Mile säsongen 1952. Nazaruk blev femma i Indianapolis 500 1954, och eftersom Indy 500 vid båda hans placeringar bland de fem bästa ingått i Förar-VM registrerades Nazaruk för åtta VM-poäng och en pallplats i VM. Nazaruk förolyckades i ett sprint car-race på Langhorne Speedway 1955.